# Gallmannsegg
Gallmannsegg là một đô thị thuộc huyện Voitsberg thuộc bang Steiermark, nước Áo. Đô thị Gallmannsegg có diện tích 32,87 km², dân số thời điểm cuối năm 2005 là 333 người.